# أليسون ماك
أليسون ماك (بالألمانية: Allison Mack)‏ مواليد 29 يوليو 1982 في ألمانيا الغربية، هي ممثلة أمريكية بدأت مسيرتها الفنية عام 1989. ظهرت في مسلسل سمولفيل بدور كلوي ساليفن .

## النشأة
ولدت ماك في 29 يوليو 1982، في بريتز، ألمانيا الغربية. ولادها هو جوناثان مغني الأوبرا وولادتها هي ميندي ماك. كان والداها الأمريكيان في ألمانيا وقت ولادتها لأن جوناثان كان يؤدي أو يعمل هناك ؛ استمروا في العيش في ألمانيا لمدة عامين. تزوجت في عام 2017 من نيكي كلاين

## الأعمال
- الولد المشاكس
- سمولفيل

## وصلات خارجية
- أليسون ماك على موقع IMDb (الإنجليزية)
- أليسون ماك على موقع ألو سيني (الفرنسية)
- أليسون ماك على موقع أول موفي (الإنجليزية)
- أليسون ماك على موقع قاعدة بيانات الأفلام السويدية (السويدية)
- أليسون ماك على موقع إن إن دي بي (الإنجليزية)
- أليسون ماك على موقع قاعدة بيانات الفيلم (الإنجليزية)
- أليسون ماك على موقع كينوبويسك (الروسية)